# Route nationale 436
Pour les articles homonymes, voir Route 436.
La route nationale française 436 ou RN 436 était une route nationale française reliant Saint-Didier-de-Formans (près de Trévoux) à Mijoux, près du col de la Faucille.
À la suite de la réforme de 1972, la RN 436 a été déclassée en RD 936 dans l'Ain et RD 436 dans le Jura.
Voir le tracé de la RN436 sur GoogleMaps

## Ancien tracé de Saint-Didier-de-Formans à Mijoux
Voir l'ancien tracé

### Ancien tracé de Saint-Didier-de-Formans à Bourg-en-Bresse (D 936)
- Saint-Didier-de-Formans D 936 (km 0)
- Villeneuve (km 10)
- Saint-Trivier-sur-Moignans (km 18)
- Châtillon-sur-Chalaronne (km 25)
- Neuville-les-Dames (km 31)
- La Genetière, commune de Chaveyriat (km 37)
- La Capitale, commune de Montracol (km 41)
- L'Étoile, commune de Montracol (km 42)
- Corgenon, commune de Buellas (km 43)
- Saint-Denis-lès-Bourg (km 42)
- Bourg-en-Bresse D 936 (km 50)

### Ancien tracé de Bourg-en-Bresse à Dortan (D 936 et D 436)
- Bourg-en-Bresse D 936 (km 50)
- Jasseron (km 57)
- Col de France (371 m)
- Montmerle, commune de Treffort-Cuisiat
- Dhuys, commune de Chavannes-sur-Suran (km 68)
- Corveissiat D 936 (km 75)
- Thoirette D 436 (km 82)
- Le Port, commune de Matafelon-Granges D 936 (km 83)
- Moux, commune de Matafelon-Granges (km 84)
- Corcelles, commune de Matafelon-Granges (km 85)
- Coiselet, commune de Matafelon-Granges (km 86)
- Dortan D 936 (km 99)

### Ancien tracé de Dortan au Vattay (D 436 et D 936)
- Dortan D 436 (km 99)
- Lavancia-Epercy (km 101)
- Vaux-lès-Saint-Claude (km 108)
- Molinges (km 111)
- Chassal (km 113)
- Saint-Claude (km 122)
- Rochefort, commune de Villard-Saint-Sauveur (km 125)
- L'Essard, commune de Villard-Saint-Sauveur (km 126)
- Septmoncel (km 133)
- Lajoux D 436 (km 141)
- Mijoux D 936 (km 146)
- La Vattay, commune de Mijoux, près du Col de la Faucille D 936 (km 152)